# Miloš Dokulil (filozof)
Miloš Dokulil, vlastním jménem Miloslav Dokulil (23. července 1928 Brno – 29. listopadu 2024), byl český filozof a univerzitní profesor.

## Život
V roce 1947 absolvoval v rodném Brně reálné gymnázium a odešel do Prahy, kde ho jako studenta zastihl komunistický puč a konec třetí Československé republiky.
V Praze byl nejprve posluchačem Vysoké školy politické a sociální (1947–1951) a zároveň studentem filozofie a dějepisu na Filozofické fakultě Univerzity Karlovy (1948–1950), později tam na krátce existující Vysoké škole ruského jazyka a literatury absolvoval studium ruštiny a češtiny (1954–1957). Na nově zřízené Vysoké škole ekonomické získal v roce 1956 titul inženýra a v roce 1957 titul doktora filozofie na Filozofické fakultě Masarykovy univerzity v Brně.
Jeho kandidátská práce (1961) na Filosofickém ústavu ČSAV analyzovala v historickém, též specificky náboženském, a filozofickém kontextu dílo Johna Locka. Věnoval se též obhajobě Einsteinovy teorie relativity.
Hovořil anglicky, německy, rusky, španělsky a francouzsky. Jako vysokoškolský asistent vyučoval jazyky a byl na rok vyslán na Kubu, shodou okolností právě v kritických letech 1961–1962.
V letech 1956–1964 pracoval již opět v Brně na Vysokém učení technickém a posléze od roku 1964 na Pedagogické fakultě Univerzity Jana Evangelisty Purkyně (dnešní Masarykova univerzita), kterou však musel z politických důvodů po invazi sovětských vojsk v roce 1969 opustit. Rok byl nezaměstnán a poté působil 19 let na obvodním kulturním a vzdělávacím středisku, přičemž ke konci tohoto období mu bylo po několik let dovoleno působit na částečný úvazek na Ústavu analytické chemie ČSAV, kde přeložil do angličtiny významný příspěvek ke studiu izotachoforézy.
Po Sametové revoluci se mohl vrátit na univerzitní půdu. Výzvy studentů po jeho jmenování děkanem Pedagogické fakulty Masarykovy univerzity zůstaly nenaplněny, ale v únoru 1990 byl tamtéž pověřen založením Katedry filozofie a občanské výchovy. V roce 1992 se na Masarykově univerzitě stal profesorem dějin filozofie a sociální filozofie. Opět začal cestovat a přednášet na zahraničních institucích a událostech.
Od roku 1995 až do své smrti v roce 2024 působil na Fakultě informatiky Masarykovy univerzity, kde vyučoval kurzy politologie, filozofie jazyka a vědy a religionistiky. První kurz informatiky absolvoval už v letech 1959–1960 na VUT.
Zemřel po krátké době zdravotních komplikací 29. listopadu 2024. Pohřben byl 5. prosince 2024 na Ústředním hřbitově v Brně.

## Dílo
- Křesťanství v perspektivě 1700letého výročí milánského "ediktu". 1. vyd. Brno: Tribun EU, 2014. 350 s. ISBN 978-80-263-0588-0.
- Masaryk a náboženství. 1. vyd. Brno: Masarykova univerzita, 2012. 212 s. ISBN 978-80-210-5984-9.
- John Locke: Esej o lidském chápání. 1. vyd. Praha: Oikúmené, 2012. 767 s. Knihovna novověké tradice a současnosti; č. 69. ISBN 978-80-7298-304-9.
- Masarykovské návraty. 1. vyd. Brno: Nadace Universitas Masarykiana + Akademické nakladatelství CERN + Nakladatelství a vydavatelství NAUMA, 2006. 201 s. Heureka, sv. 11. ISBN 80-7204-429-X.
- John Locke: Esej o lidském rozumu, 1984; vyšlo pod jménem jeho manželky

Během působení na brněnské pedagogické fakultě v 60. letech vypracoval čtyři skripta z logiky pro učitele, která se používala celostátně i poté, co byl v roce 1969 z politických důvodů propuštěn.
Publikoval také řadu článků a statí v odborných sbornících. K jeho oblíbeným tématům patřila filozofie (zejména Locke a Descartes), politika (střední Evropa vč. česko-slovenských vztahů a odkazu T. G. Masaryka), etika (hodnoty), filozofie vědy (dějiny, trendy, problematika vysvětlení), filozofie mysli (problematika monistických/dualistických vysvětlení), filozofie dějin (analytická a spekulativní) a náboženství (západní a východní tradice). Psal i o ontologii a pedagogice.